# Îlot de Guernic
Guernic est une petite île française, située sur la commune de Saint-Pierre-Quiberon, dans le département du Morbihan, en région Bretagne.

## Géographie
« La petite île (200 m x 50 m) de Guernic se situe à 2 km à l'ouest de la presqu'île de Quiberon, en face du fort de Penthièvre. Non cadastrée mais inscrite au Plan des Servitudes de la commune de Saint-Pierre-Quiberon elle est dans sa grande longueur axée nord-est–sud-ouest, pour une altitude qui culmine à un peu plus de 10 m NGF. Le sommet du grand axe est presque plat (environ 5 m NGF) et recouvert d'une couche de sable pouvant atteindre une quinzaine de centimètres de puissance ».

## Histoire
Sur le sommet de l'îlot de Guernic, un atelier néolithique de débitage de galets de silex côtiers est exploré partiellement en 1930 par l'archéologue Zacharie Le Rouzic. La petitesse et la forme sphérique de ces galets, ainsi que leur tarissement au cours de l'holocène, présentent des contraintes d'exploitation qui ont pu entraîner les hommes à utiliser une technique de taille particulière, le débitage par percussion bipolaire sur enclume
L’îlot de Guernic fait l’objet d’un classement au titre des monuments historiques depuis le 15 mai 1930.
Une borne de la Terre sacrée qui renferme de la terre de différents champs de bataille de la Grande Guerre, est dédiée aux soldats américains morts pendant la Première Guerre mondiale est installée depuis 1931. Elle est détruite par un tir allemand en 1942 et reconstruite dans les années 1960.